# Laminacauda sacra
Laminacauda sacra is een spinnensoort uit de familie hangmatspinnen (Linyphiidae). De soort komt voor in Bolivia.